# Calea ferată Simeria–Petroșani–Târgu Jiu–Filiași
Magistrala CFR 202 este o linie de cale ferată care face legătura între Banat și Transilvania cu zona de sud a României, respectiv cu regiunea Oltenia. Această cale ferată trece prin județul Hunedoara, județul Gorj și județul Dolj.

## Prezentare generală
Această cale ferată pornește din orașul Simeria și are ca punct final orașul Filiași, fiind în lungime de 202 kilometri. Este o cale ferată electrificată pe toată distanța. Între localitățile Simeria și Livezeni este linie dublă, iar între Livezeni și Filiași linie simplă.

## Traseu
Calea ferata 202 (Simeria-Filiași) are următorul traseu: pornește din Lunca Mureșului, de la Simeria, străbate Depresiunea Hațegului, urmând cursul râului Strei (de la Simeria, pana la Pasul Merișor), traversează Pasul Merișor (unde atinge punctul de altitudine maxima din traseul sau, aprox. 800 m alt.), apoi pătrunde în Depresiunea Petroșani. Calea ferata își continuă parcursul, străbătând Defileul Jiului, între Livezeni și Bumbești Jiu, urmând ca mai apoi sa pătrundă în Depresiunea Olteană, spre Târgu Jiu, străbate Subcarpații  Getici (Podișul Getic), și se încheie la Filiași, în zona de contact a Podișului Getic cu Câmpia Română, pe cursul inferior al râului Jiu .

## Caracteristici
Localitățile principale de pe parcursul liniei sunt Călan, Petroșani, Târgu Jiu și Târgu Cărbunești.
Un aspect important al acestei linii îl reprezintă străbaterea în apropierea municipiului Petroșani a râului Jiu ce curge paralel, de unde derivă și denumirea de Valea Jiului. 
Între localitățile Subcetate și Valea Sadului, calea ferată străbate mai mult de 60 de tuneluri, viaducte și poduri. Trebuie menționat că doar între Livezeni și Valea Sadului sunt aproximativ 50 de tuneluri, viaducte și poduri, ceea ce face din această cale ferată una dintre cele mai frumoase din România.

## Linii de cale ferată întâlnite de-a lungul acesteia
- Magistrala CFR 200 în localitatea Simeria
- Subcetate - Hațeg în localitatea Subcetate
- Livezeni - Lupeni în localitatea Livezeni
- Târgu Jiu - Rovinari - Filiași în localitatea Târgu Jiu
- Magistrala CFR 900 în localitatea Filiași.

## Forme de relief străbătute
- Munții Șureanu
- Munții Retezat
- Munții Parâng
- Munții Vâlcanului
- Piemontul Getic, care este considerat podiș.

Notă - Prescurtări folosite în graficul liniei :
- h. = Haltă fără vânzare de bilete
- Hm. = Haltă de mișcare
- hc. = Haltă deschisă pentru achiziționarea biletelor